# Orbitestellidae
Orbitestellidae zijn een familie van weekdieren uit de klasse van de Gastropoda (slakken).

## Taxonomie
De volgende geslachten zijn bij de familie ingedeeld:
- Boschitestella Moolenbeek, 1994
- Lurifax Warén & Bouchet, 2001
- Microdiscula Thiele, 1912
- Orbitestella Iredale, 1917